# Juliane Schenk
Juliane Schenk (født 26. november 1982 i Krefeld) er en badmintonspiller fra Tyskland. I marts 2014 trak hun sig tilbage fra internationalt spil..